# Calibre .410

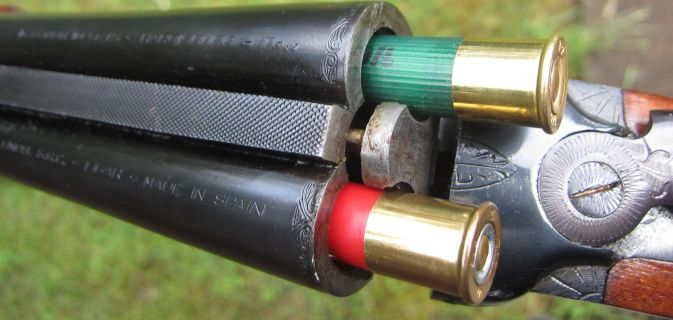
Deux cartouches de .410 chargées dans un fusil à double canon.

Le calibre 36 magnum appelé également .410 est la version magnum des carabines 12 mm, dites de jardin. Ce calibre est un des plus petits calibres employés pour les fusils de chasse. Sa charge de plomb maximum est de 21 grammes, mais la moyenne des charges intégrées aux cartouches manufacturées est d'environ 18 à 19 grammes. C'est un calibre destiné à la chasse du petit gibier à des portées restreintes (moins de 35 mètres). Le .410 peut tuer presque tous les gibiers : chevreuil (a balle), renard, canard, faisan, lièvre, bécasse, etc. Les armes chambrées dans ce calibre sont appréciées pour leur légèreté et le faible recul lors du départ de feu. La gerbe de ce calibre est réputée pour[Par qui ?] être l'une des moins bonnes dans le milieu de la chasse. C'est pourquoi ces fusils sont très chokés (souvent demi-full). Le revolver Taurus "the judge" utilise également cette munition.